# Rubus aptatus
Rubus aptatus är en rosväxtart som beskrevs av Liberty Hyde Bailey. Rubus aptatus ingår i släktet rubusar, och familjen rosväxter. Inga underarter finns listade i Catalogue of Life.